# Ammophilomima simila
Ammophilomima simila là một loài ruồi trong họ Asilidae. Ammophilomima simila được Martin miêu tả năm 1973. Loài này phân bố ở miền Ấn Độ - Mã Lai.